# Lugo (Italië)
Lugo is een gemeente in de Italiaanse provincie Ravenna (regio Emilia-Romagna) en telt 31.927 inwoners (31-12-2004). De oppervlakte bedraagt 116,9 km², de bevolkingsdichtheid is 272 inwoners per km².
De volgende frazioni maken deel uit van de gemeente: Ascensione, Belricetto, Bizzuno, Cà di Lugo, Campanile, Chiesanuova, Ciribella, Giovecca, Passogatto, San Bernardino, San Lorenzo, Santa Maria in Fabriago, San Potito, Villa San Martino, Viola, Voltana, Zagonara..

## Demografie
Lugo telt ongeveer 13248 huishoudens. Het aantal inwoners daalde in de periode 1991-2001 met 1,9% volgens cijfers uit de tienjaarlijkse volkstellingen van ISTAT.
| Jaar | Inwoneraantal |
| ---- | ------------- |
| 1991 | 32.204        |
| 2001 | 31.603        |

## Geografie
De gemeente ligt op ongeveer 15 m boven zeeniveau.
Lugo grenst aan de volgende gemeenten: Alfonsine, Bagnacavallo, Bagnara di Romagna, Conselice, Cotignola, Fusignano, Massa Lombarda, Mordano (BO), Sant'Agata sul Santerno.

## Geboren
- Gregorio Ricci-Curbastro (1853-1925), wiskundige
- Charles Ponzi (1882-1949), oplichter
- Sante Geminiani (1919-1951), motorcoureur
- Giancarlo Ferretti (1941), ploegleider (wielrennen)
- Mario Lega (1949), motorcoureur
- Stefano Cembali (1967), wielrenner
- Alan Marangoni (1984), wielrenner
- Fabio Scozzoli (1988), zwemmer